# Diagramme d'objets

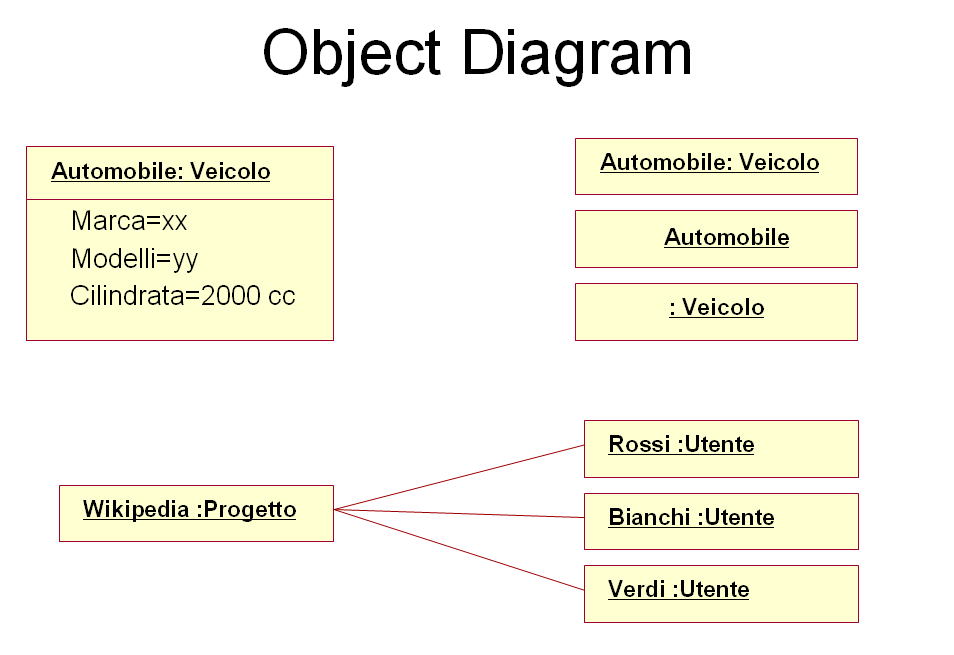

Le diagramme d'objets, dans le langage de modélisation de donnée UML, permet de représenter les instances des classes, c'est-à-dire des objets. Comme le diagramme de classes, il exprime les relations qui existent entre les objets, mais aussi l'état des objets, ce qui permet d'exprimer des contextes d'exécution. En ce sens, ce diagramme est moins général que le diagramme de classes.
Les diagrammes d'objets s'utilisent pour montrer l'état des instances d'objet avant et après une interaction, autrement dit c'est une photographie à un instant précis des attributs et objet existant. Il est utilisé en phase exploratoire.